# Larry Page
Larry Page (teljes nevén Lawrence E. Page; East Lansing, Michigan, 1973. március 26. –) amerikai üzletember, a Google egyik alapító-tulajdonosa.

## Pályája
Larry Page az East Lansing középiskolában végzett, majd számítástechnikusként szerzett diplomát a Michigani Egyetemen. PhD tanulmányait a kaliforniai Stanford Egyetemen folytatta, ám azt a mai napig nem fejezte be.
Apja Carl Vincent Page, szintén számítástechnikával foglalkozik, a Michigani Állami Egyetem professzora, anyja Gloria Page.

## A Google története
Page egy évvel később érkezett Stanfordba, mint leendő cégtársa Sergey Brin. Sergey-t jelölte ki az egyetem, hogy vezesse körbe a campuson az új diákot. Habár szinte semmiben nem értettek egyet kezdeti beszélgetéseik során, fény derült egy közös szenvedélyükre: ez az adatbázisokban való keresés hatékonyságának, problémáinak kutatása. Page később iskolatársa, Alex Sonkin ötletét fejlesztgette, majd Brinnel közösen kezdtek dolgozni egy keresőrendszeren, amit Google-nek neveztek el. Elsőként a Stanford egyetem saját szerverein tesztelték, majd 1998-ban kiléptek vele a webre.
A kereső azonnal sikeres lett, ebben közrejátszott az is, hogy az akkori legnépszerűbb kereső, az AltaVista arculatot váltott, versenytársa, a Yahoo! példáját követve portállá alakították, ez – valamint az, hogy az elavult keresési algoritmusok egyre kisebb hatékonysággal birkóztak meg a robbanásszerűen növekedő World Wide Webbel – rengeteg csalódott felhasználót terelt a Google minimalista, de hatékony oldalára. A Google titka a szabadalmaztatott PageRank technológia, az eljárás lényege (nagyon leegyszerűsítve), hogy a találatokat úgy rendezi sorba, hogy az oldalak tartalma mellett azt is vizsgálja, hogy az adott oldalra hány és mennyire releváns (a keresett szót szintén tartalmazó) link vezet.
A sikeren felbuzdulva Page félbehagyta az egyetemet, hivatalosan a mai napig „on leave” (’eltávozáson’) státuszban van Stanfordban. A kereső üzemeltetésére létrehozott Google Inc. társelnöke lett Sergey Brinnel közösen. E posztjukról 2001-ben mondtak le, amikor felvették Eric Schmidtet, a Novell egykori vezetőjét a Google elnök-vezérigazgatójának. Larry Page azóta ismét elnök-vezérigazgató (CEO), éves fizetése hivatalosan 1$.
Vagyonát jelenleg kb. 23 milliárd dollárra becsülik (Forbes), ám ez a Google részvényárfolyamainak függvényében folyamatosan változik (többnyire emelkedik).
Mindezek ellenére nem él túlzottan nagy lábon, habár nemrég Brinnel közösen vásároltak egy személyes használatra kialakított Boeing 767-est.